# Georges Bonnet

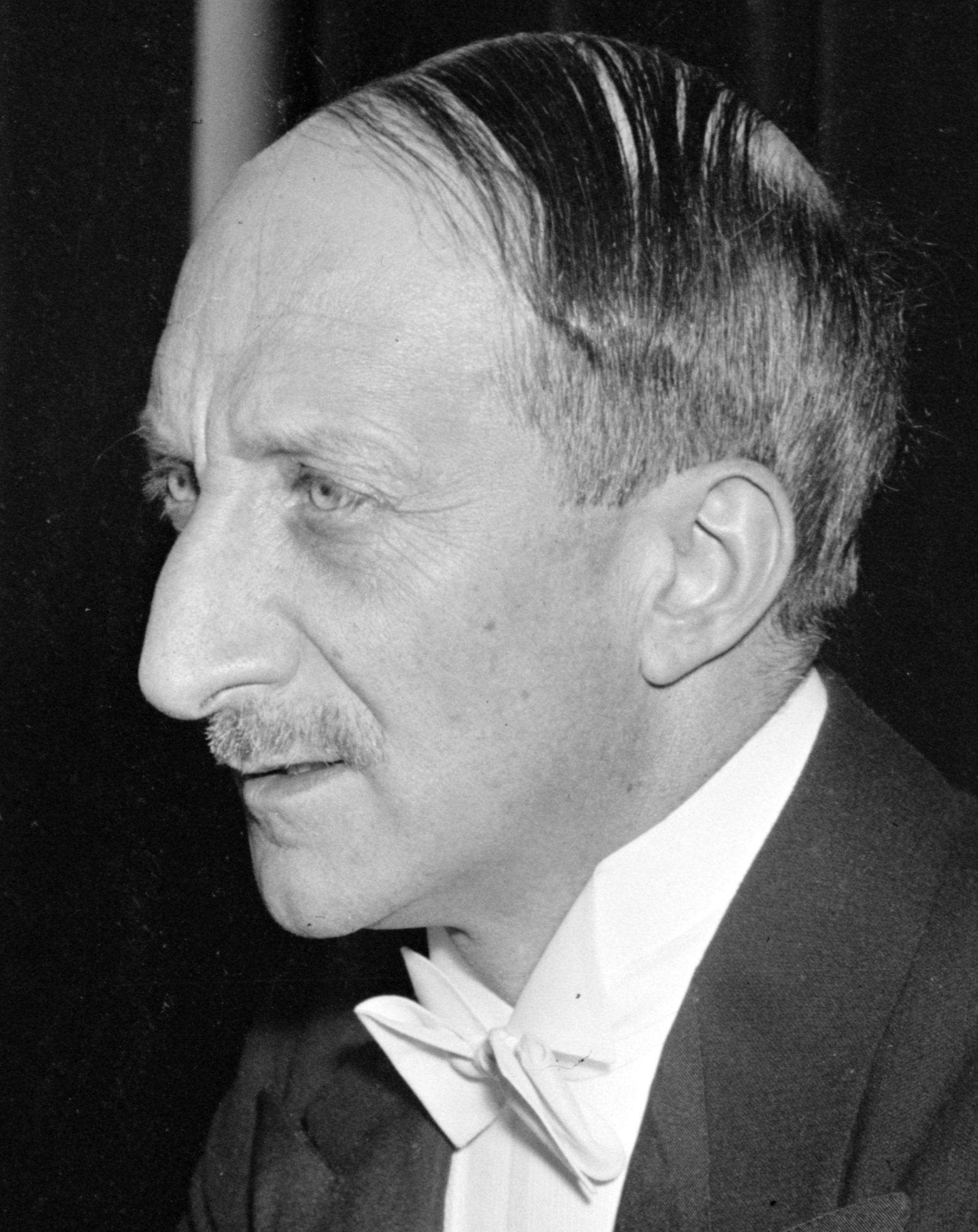
Georges Bonnet (1937)

Georges Bonnet (* 23. Juli 1889 in Bassilac im Département Dordogne; † 18. Juni 1973 in Paris) war vom 10. April 1938 bis zum 13. September 1939 Außenminister Frankreichs.

## Leben

### Anfänge
Bonnet wurde als Sohn von Gaston Bonnet, einem Richter und Kammerpräsidenten am Berufungsgericht Riom, und Berthe Catherine Texier geboren. Nach dem Besuch des Lycée Henri IV in Paris studierte er Philosophie an der Faculté de droit de Paris. Er schloss das Studium 1910 mit einer Diplomarbeit über die Philosophie des Rechts bei Savigny ab. Nach einer kurzen Anwaltstätigkeit diente er von 1914 bis 1916 in der französischen Armee im Ersten Weltkrieg. 1916 wurde er vom Militärdienst abgezogen, um in den Staatsrat einzutreten. An der Versailler Konferenz 1919 nahm er in untergeordneten Position teil. 1920 heiratete er Odette Pelletan, die Enkelin von Eugène Pelletan und gewann damit den Zutritt zur „republikanischen Aristokratie“ Frankreichs.

### Politische Laufbahn bis 1938
Er wurde erstmals bei der Wahl im Mai 1924 für die Radikalsozialistische Partei (PRRRS) in die Abgeordnetenkammer gewählt. In der Folge verlief seine Karriere wechselhaft – einerseits wurde er von verschiedenen Regierungen in internationalen Verhandlungen eingesetzt und bekleidete Ministerposten, andererseits verlor er 1929 sein Abgeordnetenmandat. Sein eigentlicher Aufstieg begann 1932, als er bereits im ersten Wahlgang gewählt wurde. In der Folge war er mehrmals als Finanzminister tätig. Insbesondere bekämpfte er in dieser Zeit die französische Währungskrise, in dem er die Aufrüstung der französischen Armee stoppte. Er erklärte: „Ich muss darauf hinweisen, dass ein Land, das legitime Sorgen um die nationale Verteidigung hat, sich nicht nur mit einer Armee, einer Luftwaffe und einer Marine verteidigt, sondern auch mit Finanzen“ Per Dekret vom 30. Juli durften die Militärausgaben 11.100 Millionen nicht überschreiten. Diese Einschränkungen betrafen insbesondere die Luftfahrt, deren Budget von den als notwendig erachteten 5 Milliarden Francs auf 3,204 Milliarden Francs gekürzt wurde. Bonnet war der Ansicht, dass die Verteidigung des Landes auf der Sanierung des Haushalts und der Stärke des Franc beruhen müsse, weshalb es zu einem Machtkampf mit dem Kriegsminister Édouard Daladier, dem Marineminister César Campinchi und dem Luftwaffenminister Pierre Cot kam. In Bezug auf die Währung wurde ab dem 30. Juni beschlossen, den Franc floaten zu lassen. Die in der vorherigen Auriol-Abwertung festgelegte Parität – der Auriol-Franc schwankte zwischen 43 und 49 mg Feingold – wurde aufgegeben.

### Politische Laufbahn ab 1938
1938 sollte Bonnet im Auftrag des Staatspräsidenten Albert Lebrun eine Regierung bilden, was am Widerstand der SFIO scheiterte.
Am 10. April 1938 wurde er von Édouard Daladier zum Außenminister im Kabinett Daladier III ernannt. 
Bonnet galt damals als ausgesprochener Vertrauensmann Pariser maßgebender Wirtschaftskreise.
Im November 1938 besuchte er seinen deutschen Amtskollegen Joachim von Ribbentrop, bei dem er nicht gegen die Novemberpogrome protestierte, sondern betonte, „wie sehr man in Frankreich an einer Lösung des Judenproblems interessiert sei“. Sein Land wolle keine weiteren Juden aus Deutschland aufnehmen; er fragte, ob man nicht „irgendwelche Maßnahmen“ treffen könne, damit sie nicht mehr nach Frankreich kommen. Außerdem äußerte er, auch Frankreich wolle zehntausend Juden „irgendwohin loswerden“. Bonnet befürwortete auch das Münchner Abkommen und versuchte noch im August 1939, den Zweiten Weltkrieg zu vermeiden, indem er Mussolini als Vermittler im Konflikt zwischen Deutschland und Polen vorschlug.
Während der deutschen Besetzung unterhielt Georges Bonnet Kontakte zum Vichy-Regime. Bereits am 10. Juli 1940 hatte er in der entscheidenden Abstimmung für Pétains Machtübernahme („Vote des pleins pouvoirs constituants à Philippe Pétain“) gestimmt. Ab 1941 war er Mitglied des Conseil nationale, eines beratenden Organs des Vichy-Regimes.

### Nach 1945
1945 wurde er aus der Radikalsozialistischen Partei ausgeschlossen. Um Verfolgungen wegen seiner Zusammenarbeit mit dem Vichy-Regime zu entgehen, wich er in die Schweiz aus, kehrte aber 1950 nach Frankreich zurück, nachdem klar war, dass gegen ihn kein Verfahren wegen Kollaboration eröffnet würde. 1955 trat er noch einmal als Führer einer linksliberalen Kleinpartei auf, erlangte aber keine nennenswerte politische Bedeutung mehr. Von 1956 bis 1968 war er Abgeordneter des Departements Dordogne in der französischen Nationalversammlung, von 1955 bis 1965 Bürgermeister von Brantôme.